# Paliano
Paliano település Olaszországban, Lazio régióban, Frosinone megyében. Lakosainak száma 7901 fő (2023. január 1.). Paliano Colleferro, Gavignano, Genazzano, Segni, Serrone, Anagni, Olevano Romano és Piglio községekkel határos.

## Népesség
A település lakossága az elmúlt években az alábbi módon változott:
| Lakosok száma | 8223 | 8163 | 7901 |
|               | 2017 | 2018 | 2023 |